# Heiner Hüfner
Heiner Hüfner (eigentlich Ernst Heinrich Hüfner; geboren im Juli 1940 in Wintersdorf, Thüringen, Deutsches Reich) ist ein deutscher Schriftsteller. In den 1980er Jahren veröffentlichte er einen Band mit Science-Fiction-Erzählungen und drei utopische Romane.

## Leben
Hüfner arbeitete zunächst im Maschinenbau und studierte dann von 1960 bis 1965 Physik an der Technischen Universität Dresden, danach arbeitete er als Problemanalytiker für ingenieurtechnische Berechnungen wiederum im Maschinenbau. 1976 promovierte er an der Technischen Hochschule Karl-Marx-Stadt zum Doktoringenieur.

## Bibliografie
Romane
- Juliane und der Synthorg : Utopischer Roman. Greifenverlag, Rudolstadt 1983.
- Sonne fünf : Utopischer Roman. Greifenverlag, Rudolstadt 1985.
- Das Land Caldera: Utopischer Roman. Greifenverlag, Rudolstadt 1988, ISBN 3-7352-0106-7.

Sammlung
- mit Ernst-Otto Luthardt: Utopische und phantastische Geschichten. Greifenverlag, Rudolstadt 1981. Inhalt:
  - Unverhoffte Bekanntschaft durch einen Automaten
  - Schachmatt
  - Die Fläche
  - Das Normalhirn
  - Der Zeitdieb
  - Johanns Winterschlaf
  - Datenschließfach IM 13267
  - Das Double im Paradies (von Ernst-Otto Luthardt)
  - Milena (von Ernst-Otto Luthardt)
  - Ginkgo (von Ernst-Otto Luthardt)

Kurzgeschichten
- Im Zeitspalt. In: Gerda Zschocke (Hrsg.): Zeitreisen. Mitteldeutscher Verlag, 1986, ISBN 3-354-00090-2.

Sachliteratur
- als Heinrich Hüfner: Zur Beschreibung linienhafter Messpunktfolgen durch Kurvenstücke 1. und 2. Ordnung. Dissertation Karl-Marx-Stadt, Technische Hochschule, Fakultät für Elektroingenieurwesen 1976.